# Meseta de Nida
La Meseta de Nida se encuentra en la isla de Creta, que pertenece al país europeo de Grecia, en el entorno del monte Ida. Está a una altitud de cerca de 1400 m sobre el nivel del mar. Es extensivamente utilizado durante el verano para el pastoreo de rebaños, mientras que en el invierno se torna un centro de esquí.